# Нова Керасија
Нова Керасија (грч. Νέα Κερασιά, Неа Кесарија) је насељено место у општини Солунски Залив у периферији Средишња Македонија, Грчка. Према попису из 2021. године било је 1.864 становника.
Према бугарском географу и историчару, Василу Канчову, у Ангелохорију је 1900. године живело 200 Грка. Атар села је некада био читлук Мали Карабурну у власништву браће Хасана, Мемета, Муса-бега и њиховог зета Сулејмана на коме су радили грчки читлучари. Током Балканских ратова село је напуштено, док се на попису из 1920. помињу два насеља Горњи и Доњи Карабурну у којима је смештено 209 грчких избеглица из Турске. Године 1923. насељено је 87 избегличких породица из Керасије у Турској, укупно 335 особа. Нешто касније део њих се преселио у друга насеља, тако је 1928. године Нова Керасија имала 263 становника.